# Cookie Allez
Cookie Allez, née le 11 mars 1947 à Paris, est une romancière française.
Après avoir pratiqué la communication écrite sous toutes ses formes, puis écrit sept romans, ainsi qu'une anthologie des expressions inventées en famille, préfacée par Philippe Delerm (tous publiés par Buchet-Chastel), Cookie Allez s'est plongée avec passion dans la poésie traditionnelle japonaise.
En 2019, le recueil de poèmes "Pétales de vie"(Pippa éditions) propose une promenade en cinq escales sur ce qui constitue pour elle l'essentiel : Aimer, Écrire, Capter l'éphémère, Intime Solitude et Vivre.
Ce sont aussi les thèmes favoris de ses romans et de ses chansons.

### Romans
- Le Ventre du président, Paris, Éditions Buchet/Chastel, 2001, 127 p.  (ISBN 2-283-01863-3)
- La Soupière, Paris, Éditions Buchet/Chastel, 2002, 139 p.  (ISBN 2-283-01912-5)
- L’Arbre aux mensonges, Paris, Éditions Buchet/Chastel, 2003, 179 p.  (ISBN 2-283-01987-7)
- Le Masque et les Plumes, Paris, Éditions Buchet/Chastel, 2005, 219 p.  (ISBN 2-283-02062-X)
- Sans sucres ajoutés, Paris, Éditions Buchet/Chastel, 2006, 193 p.  (ISBN 978-2-283-02267-2)
- Mobile de rupture, Paris, Éditions Buchet/Chastel, 2014, 234 p.  (ISBN 978-2-283-02732-5)
- Dominique, Paris, Éditions Buchet/Chastel, 2015, 192 p.  (ISBN 978-2-283-02846-9)

### Recueils
- Les Mots des familles, Paris, Éditions Buchet/Chastel, 2010, 233 p.  (ISBN 978-2-283-02443-0)
- 200 expressions inventées en famille, Paris, Éditions Points, 2011, 203 p.  (ISBN 978-2-7578-2381-1)
- À toutes plumes, Nantes, Art3 Plessis Éditions, 2024  (ISBN 978-2-909417-59-2)

### Poésie
- "Pétales de vie", recueil de tankas (poèmes japonais francophone, ancêtres du haïku), préfacés par Danièle Duteil et illustrés par des encres de Nathalie Houdebine, Pippa éditions (2019,  (ISBN 978-2-37679-030-3), 77 pages.

### Auteur de chansons
- "Écrire - Mthé chante Cookie Allez" (CD, Transversal Studio, sortie novembre 2019), 15 titres (Sacem/SDRM, réf MTCA/1)

## Sources
- « Cookie Allez », sur la base de données des personnalités vaudoises sur la plateforme « Patrinum » de la Bibliothèque cantonale et universitaire de Lausanne.
- Ph+Arts, no 45, 2003, p. 9
- 24 Heures, 2004/03/30, p. 16 avec photographie